# Joan II de Lemba
João II Nzuzi a Ntamba va ser governador de Lemba i un dels dos principals pretendents Kinlaza al tron del regne del Congo durant la guerra civil del Congo, juntament amb el rei de Kibangu. Va governar al regne de Lemba de 1680 a 1716.
Després de l'assassinat de Pedro III del Congo pel rei de Mbamba Lovata, Manuel de Nóbrega, João va ser el següent en la línia, com el seu germà menor. Una vegada que va ascendir al tron de Lemba, João va treballar incansablement per intentar posar l'altre regne de Kinlaza de Kibangu també sota el seu govern, però mai això mai ho va aconseguir. Després que els membres de la secta religiosa antonianista van ser derrotats a la batalla de São Salvador, van fugir a Lemba i van intentar obtenir el suport de João. A mesura que Pedro IV del Congo s'havia restablert recentment com el rei del Congo en conquistar São Salvador, João es va negar a reconèixer-lo, va continuar la seva reclamació al regne i va decidir marxar amb els seus exèrcits per enfrontar-se al rei Pedro. Això va culminar en la batalla de Mbula el 4 d'octubre de 1709 amb una victòria per a Pedro. João es va retirar a Lemba després de la batalla i això va deixar Pedro com el manikongo de facto, tot i que João mai va abandonar la seva reclamació fins a la seva mort el 1716, quan el regne de Lemba va tornar al Congo.